# Květinov (zámek)
Zámek Květinov stojí v obci Květinov, v okrese Havlíčkův Brod.

## Historie
V roce 1810 se majitelem květinovského statku stal Jan Langer ze Štambachu, jenž v roce 1811 nechal v obci, při silnici na Herálec, postavit klasicistní zámek. Další majitel Jan Leopold Kunrath, poštmistr v Moravských Budějovicích, nechal v jeho okolí vybudovat anglický park. Později se statek dostal do vlastnictví Richlých, majitelů panství Mirošov. Ti jej spojili se statkem Kvasetice do panství Květinov-Kvasetice. V roce 1865 si zámek vybral za své sídlo JUDr. Jaroslav Schmidt, jehož potomci vytvořili květinovskou větev rodu. Ti si ovšem za své sídlo zvolili zámek v Kvaseticích a opuštěný květinovský zámek chátral. V roce 1925 došlo k propadu stropů a odstranění věžičky. Po válce sice proběhla jeho oprava, jelikož však byl využíván k ubytování zaměstnanců velkostatku, znovu rychle zchátral. Dnes je v soukromém majetku.